# Reisetheodolit
Als Reisetheodolit wird ein für Expeditionen konzipierter geodätischer Theodolit bezeichnet, der möglichst klein und robust gebaut ist und dessen Justierung auch unterwegs – d. h. ohne Werkstatt – möglich ist. Die Genauigkeit liegt zwischen der eines  Sekunden- und eines Bautheodoliten.
Viele derartige Instrumente wurden Ende des 19. Jahrhunderts hergestellt, beispielsweise von Starke & Kammerer in Wien oder Repsold in Hamburg. Bei der noch in offener Bauweise konstruierten Kippachse solcher Theodolite war die Rektifizierung nach Stößen oder starken  Temperaturänderungen relativ einfach durchführbar. Für den Transport dienten kleine gepolsterte Holzkisten von etwa 15–25 cm Kantenlänge, in der das Instrument gut verankert werden konnte.
Ein früher Pionier dieser optisch-feinmechanischen Miniaturisierung war der schottische Physiker Johann von Lamont (1805–1879). Durch Gauss und Humboldt zu erdmagnetischen Aufnahmen angeregt, begann er um 1840 mit dem Bau besonders feldtauglicher Messinstrumente für die Vermessung und die Geomagnetik. Den von ihm konstruierten nichtmagnetischen Reisetheodolit (nonmagnetic traveling theodolite) bestellten wegen seiner besonderen Eigenschaften insgesamt 45 Observatorien und Forschungsgruppen. Er selbst erarbeitete mit diesem Instrument und neuen Magnetometern zwischen 1844 und 1854 in Bayern und dann im Norddeutschland genaue Karten des Erdmagnetfeldes. 
In den 1930er-Jahren entwickelte der Erfinder Heinrich Wild beim schweizerischen Instrumentenbauer Kern Aarau den Miniaturtheodolit DKM1, der dank einiger feinmechanischer Neuerungen eine Bauhöhe von nur etwa 13 cm hatte und in der Genauigkeit dennoch fast einem Sekundentheodolit entsprach. Dazu trugen vor allem die Erfindung des Doppelkreis-Prinzips für die beiden Teilkreise und horizontale statt vertikaler Fußschrauben im Unterbau des Messinstruments bei.
Heute haben solche Kleingeräte an Bedeutung verloren. Einerseits sind Gerätetransporte in entlegene Länder einfacher geworden, andrerseits werden terrestrische Vermessungen zunehmend durch Methoden der Satellitengeodäsie mit GNSS- und GPS-Satelliten ersetzt.